# Kalidou Koulibaly
Kalidou Koulibaly (n. 20 iunie 1991, Saint-Dié, Lorraine⁠(d), Franța) este un fotbalist senegalez și francez, care joacă pe post de fundaș central la Al-Hilal în Liga Profesionistă din Arabia Saudită. Pe plan internațional, are prezențe la națională pentru Franța U20⁠(d) și Senegal.

## Palmares

### Club
K.R.C. Genk
- Cupa Belgiei: 2012-13

Napoli
- Supercoppa Italiana: 2014